# Ла-Рош-сюр-Йон (округ)
Ла-Рош-сюр-Йон (фр. La Roche-sur-Yon) — округ (фр. Arrondissement) во Франции, один из округов в регионе Пеи-де-ла-Луар. Департамент округа — Вандея. Супрефектура — Ла-Рош-сюр-Йон.
Население округа на 2020 год составляет 303 179 человек. Плотность населения составляет 122 чел./км². Площадь округа составляет 2489,1 км².

## Кантоны округа
Кантоны округа Ла-Рош-сюр-Йон (с 22 марта 2015 года)
- Ла-Рош-сюр-Йон-1
- Ла-Рош-сюр-Йон-2
- Лез-Эрбье (частично)
- Марёй-сюр-ле-Дисе (частично)
- Монтегю-Ванде (до 24 февраля 2021 года назывался Монтегю)
- Мортань-сюр-Севр
- Шаллан (частично)
- Шантонне (частично)
- Эзне

Кантоны округа Ла-Рош-сюр-Йон (до 22 марта 2015 года)
- Ла-Рош-сюр-Йон-Нор
- Ла-Рош-сюр-Йон-Сюд
- Лез-Эрбье
- Марёй-сюр-ле-Дисе
- Монтегю
- Мортань-сюр-Севр
- Пуаре-сюр-Ви
- Рошсервьер
- Сен-Фюльжан
- Шантонне
- Эсар